# コルゲート・パーモリーブ
コルゲート・パーモリーブ（英語：Colgate-Palmolive、コルゲート・パルモリーブとも）は、石鹸、洗剤、歯磨剤、ペットフードなど日常生活用品を開発、製造、販売するアメリカ合衆国の多国籍企業である。本拠地はニューヨーク市で、ニューヨーク証券取引所に上場 している。
1806年にウィリアム・コルゲートがニューヨーク市で石鹸などの工場を創業し、1864年にB.J.ジョンソンがミルウォーキーで創業した石鹸など日用品製造会社の Palmolive Companyを合併した 。日本にペットフードを販売する日本ヒルズ・コルゲートがあり、フィリピンのマニラや中国などに支社を置いている。なお、現在の社名にもなっているコルゲートが口腔衛生製品の、パルモリーブはトイレタリー製品のブランドとなっている。

## 同業競合
市場で下記などと競合 している。
- プロクター・アンド・ギャンブル (P&G)
- ユニリーバ (Unilever)

など